# 扎-波塔
7°13′49″N 2°12′55″E / 7.23028°N 2.21528°E
扎-波塔（法語：Za-Kpota），是貝寧的城鎮，位於該國中南部，由祖省負責管轄，面積600平方公里，海拔高度161米，2013年該城鎮人口為132,818，人口密度每平方公里221人。